# Giải vô địch bóng đá châu Âu 2012 (vòng loại bảng G)
Dưới đây là kết quả các trận đấu trong khuôn khổ bảng G - vòng loại giải vô địch bóng đá châu Âu 2012. 5 đội bóng châu Âu bao gồm Anh, Bulgaria, Thuỵ Sĩ, Montenegro và Wales thi đấu trong hai năm 2010 và 2011, theo thể thức lượt đi-lượt về, vòng tròn tính điểm, lấy hai đội đầu bảng tham gia vòng chung kết.

## Bảng xếp hạng
| Đội        | St | T | H | B | Bt | Bb | Hs  | Điểm |
| ---------- | -- | - | - | - | -- | -- | --- | ---- |
| Anh        | 8  | 5 | 3 | 0 | 17 | 5  | +12 | 18   |
| Montenegro | 8  | 3 | 3 | 2 | 7  | 7  | 0   | 12   |
| Thụy Sĩ    | 8  | 3 | 2 | 3 | 12 | 10 | +2  | 11   |
| Wales      | 8  | 3 | 0 | 5 | 6  | 10 | −4  | 9    |
| Bulgaria   | 8  | 1 | 2 | 5 | 3  | 13 | −10 | 5    |

## Kết quả và lịch thi đấu
Một cuộc họp đã diễn ra tại Zürich, Thụy Sĩ ngày 15 tháng 3 để xác định lịch thi đấu của bảng G. Tuy nhiên cuộc họp này đã không đem lại kết quả cuối cùng nên lịch thi đấu sau cùng đã được quyết định bằng một cuộc bốc thăm ngẫu nhiên tại Tel Aviv, Israel ngày 25 tháng 3.
| Montenegro  | 1–0      | Wales |
| ----------- | -------- | ----- |
| Vučinić 30' | Chi tiết |       |

| Anh                                 | 4–0      | Bulgaria |
| ----------------------------------- | -------- | -------- |
| Defoe 3', 61', 86' · A. Johnson 83' | Chi tiết |          |

| Bulgaria | 0–1      | Montenegro   |
| -------- | -------- | ------------ |
|          | Chi tiết | Zverotić 35' |

| Thụy Sĩ     | 1–3      | Anh                                    |
| ----------- | -------- | -------------------------------------- |
| Shaqiri 71' | Chi tiết | Rooney 10' · A. Johnson 69' · Bent 88' |

| Montenegro  | 1–0      | Thụy Sĩ |
| ----------- | -------- | ------- |
| Vučinić 67' | Chi tiết |         |

| Wales | 0–1      | Bulgaria  |
| ----- | -------- | --------- |
|       | Chi tiết | Popov 48' |

| Thụy Sĩ                                            | 4–1      | Wales    |
| -------------------------------------------------- | -------- | -------- |
| Stocker 8', 89' · Streller 21' · Inler 82' (ph.đ.) | Chi tiết | Bale 13' |

| Anh | 0–0      | Montenegro |
| --- | -------- | ---------- |
|     | Chi tiết |            |

| Bulgaria | 0–0      | Thụy Sĩ |
| -------- | -------- | ------- |
|          | Chi tiết |         |

| Wales | 0–2      | Anh                           |
| ----- | -------- | ----------------------------- |
|       | Chi tiết | Lampard 7' (ph.đ.) · Bent 15' |

| Anh                             | 2–2      | Thụy Sĩ           |
| ------------------------------- | -------- | ----------------- |
| Lampard 37' (ph.đ.) · Young 51' | Chi tiết | Barnetta 32', 35' |

| Montenegro  | 1–1      | Bulgaria     |
| ----------- | -------- | ------------ |
| Đalović 53' | Chi tiết | I. Popov 66' |

| Bulgaria | 0–3      | Anh                            |
| -------- | -------- | ------------------------------ |
|          | Chi tiết | Cahill 13' · Rooney 21', 45+1' |

| Wales                    | 2–1      | Montenegro  |
| ------------------------ | -------- | ----------- |
| Morison 29' · Ramsey 50' | Chi tiết | Jovetić 71' |

| Thụy Sĩ                 | 3–1      | Bulgaria     |
| ----------------------- | -------- | ------------ |
| Shaqiri 45+2', 62', 90' | Chi tiết | I. Ivanov 8' |

| Anh       | 1–0      | Wales |
| --------- | -------- | ----- |
| Young 35' | Chi tiết |       |

| Wales                         | 2–0    | Thụy Sĩ |
| ----------------------------- | ------ | ------- |
| Ramsey 60' (ph.đ.) · Bale 71' | Report |         |

| Montenegro                     | 2–2      | Anh                  |
| ------------------------------ | -------- | -------------------- |
| Zverotić 45' · Delibašić 90+1' | Chi tiết | Young 11' · Bent 31' |

| Bulgaria | 0–1      | Wales    |
| -------- | -------- | -------- |
|          | Chi tiết | Bale 45' |

| Thụy Sĩ                         | 2–0      | Montenegro |
| ------------------------------- | -------- | ---------- |
| Derdiyok 51' · Lichtsteiner 65' | Chi tiết |            |

## Danh sách các cầu thủ ghi bàn
4 bàn
- Xherdan Shaqiri

3 bàn
| - Darren Bent - Jermain Defoe | - Wayne Rooney - Ashley Young | - Gareth Bale |

2 bàn
| - Ivelin Popov - Adam Johnson - Frank Lampard | - Mirko Vučinić - Elsad Zverotić - Tranquillo Barnetta | - Valentin Stocker - Aaron Ramsey |

1 bàn
| - Ivan Ivanov - Gary Cahill - Radomir Đalović - Andrija Delibašić | - Stevan Jovetić - Eren Derdiyok - Gökhan Inler | - Stephan Lichtsteiner - Marco Streller - Steve Morison |